# Gouvets
Gouvets är en kommun i departementet Manche i regionen Normandie i norra Frankrike. Kommunen ligger i kantonen Tessy-sur-Vire som tillhör arrondissementet Saint-Lô. År 2022 hade Gouvets 291 invånare.

## Befolkningsutveckling
Antalet invånare i kommunen Gouvets
| Referens: INSEE |